# Ephemeroporus barroisi
Ephemeroporus barroisi är en kräftdjursart som först beskrevs av Richard 1894.  Ephemeroporus barroisi ingår i släktet Ephemeroporus och familjen Chydoridae. Inga underarter finns listade i Catalogue of Life.